# Diego Arias
Diego Arias (Dosquebradas, Risaralda, Colombia; 15 de junio de 1985) es un exfutbolista y entrenador colombiano. Jugaba de centrocampista. Actualmente entrena el equipo Sub-18 de Atlético Nacional.

## Selección nacional

### Participaciones enEliminatorias al Mundial
| Eliminatoria                         | Sede del Mundial | Posición      | Resultado   | PJ | GA | Asis |
| ------------------------------------ | ---------------- | ------------- | ----------- | -- | -- | ---- |
| Eliminatorias Mundial de Brasil 2014 | Brasil           | 2°lugar 30pts | Clasificado | 1  | 0  | 0    |

## Clubes

### Como jugador
| Club                   | País     | Año         |
| ---------------------- | -------- | ----------- |
| Deportivo Pereira      | Colombia | 2004 - 2009 |
| Once Caldas            | Colombia | 2010        |
| PAOK Salónica          | Grecia   | 2011        |
| Cruzeiro               | Brasil   | 2012        |
| Atlético Nacional      | Colombia | 2013 - 2018 |
| Once Caldas            | Colombia | 2018        |
| Independiente Medellín | Colombia | 2019        |
| Atlético Huila         | Colombia | 2020 - 2021 |

### Como asistente técnico
| País     | Club              | Año           | Asistente de      |
| -------- | ----------------- | ------------- | ----------------- |
| Colombia | Atlético Nacional | 2023-presente | John Jairo Bodmer |

### Como entrenador
| País     | Equipo                | Periodo             | Periodo              | Ref.  |
| País     | Equipo                | Desde               | Hasta                | Ref.  |
| -------- | --------------------- | ------------------- | -------------------- | ----- |
| Colombia | Atlético Nacional (e) | 3 de agosto de 2023 | 10 de agosto de 2023 | [ 1 ] |

## Estadísticas como jugador

### Clubes
Actualizado al último partido disputado el 24 de octubre de 2021.
| Club                              | Div.          | Temporada     | Liga  | Liga  | Copas nacionales | Copas nacionales | Copas internacionales | Copas internacionales | Total | Total |
| Club                              | Div.          | Temporada     | Part. | Goles | Part.            | Goles            | Part.                 | Goles                 | Part. | Goles |
| --------------------------------- | ------------- | ------------- | ----- | ----- | ---------------- | ---------------- | --------------------- | --------------------- | ----- | ----- |
| Deportivo Pereira · Colombia      | 1°            | 2004-08       | 100   | 0     | -                | -                | -                     | -                     | 100   | 0     |
| Deportivo Pereira · Colombia      | 1°            | 2009          | 40    | 1     | 2                | 0                | -                     | -                     | 42    | 1     |
| Deportivo Pereira · Colombia      | Total club    | Total club    | 140   | 1     | 2                | 0                | 0                     | 0                     | 142   | 1     |
| Once Caldas · Colombia            | 1°            | 2010          | 38    | 3     | -                | -                | 8                     | 0                     | 46    | 3     |
| Once Caldas · Colombia            | 1°            | F-2018        | 17    | 0     | 8                | 0                | -                     | -                     | 25    | 0     |
| Once Caldas · Colombia            | Total club    | Total club    | 55    | 3     | 8                | 0                | 8                     | 0                     | 71    | 3     |
| PAOK Salónica · Grecia            | 1°            | 2011          | 7     | 1     | -                | -                | 0                     | 0                     | 7     | 1     |
| PAOK Salónica · Grecia            | 1°            | 2011          | 8     | 0     | -                | -                | 10                    | 0                     | 18    | 0     |
| PAOK Salónica · Grecia            | Total club    | Total club    | 15    | 1     | 0                | 0                | 10                    | 0                     | 25    | 1     |
| Cruzeiro · Brasil                 | 1°            | 2012          | 2     | 0     | -                | -                | -                     | -                     | 2     | 0     |
| Cruzeiro · Brasil                 | Total club    | Total club    | 2     | 0     | 0                | 0                | 0                     | 0                     | 2     | 0     |
| Atlético Nacional · Colombia      | 1°            | 2013          | 25    | 1     | 10               | 0                | 1                     | 0                     | 36    | 1     |
| Atlético Nacional · Colombia      | 1°            | 2014          | 30    | 1     | 11               | 0                | 6                     | 0                     | 47    | 1     |
| Atlético Nacional · Colombia      | 1°            | 2015          | 18    | 0     | 3                | 0                | -                     | -                     | 21    | 0     |
| Atlético Nacional · Colombia      | 1°            | 2016          | 22    | 1     | 10               | 0                | 18                    | 0                     | 50    | 1     |
| Atlético Nacional · Colombia      | 1°            | 2017          | 24    | 0     | -                | -                | 8                     | 0                     | 32    | 0     |
| Atlético Nacional · Colombia      | 1°            | A-2018        | 9     | 0     | 1                | 0                | 2                     | 0                     | 12    | 0     |
| Atlético Nacional · Colombia      | Total club    | Total club    | 128   | 3     | 35               | 0                | 35                    | 0                     | 198   | 3     |
| Independiente Medellín · Colombia | 1°            | 2019          | 23    | 0     | 4                | 0                | 2                     | 0                     | 29    | 0     |
| Independiente Medellín · Colombia | Total club    | Total club    | 23    | 0     | 4                | 0                | 2                     | 0                     | 29    | 0     |
| Atlético Huila · Colombia         | 2°            | 2020          | 22    | 0     | 1                | 0                | -                     | -                     | 23    | 0     |
| Atlético Huila · Colombia         | 2°            | 2021          | 22    | 0     | -                | -                | -                     | -                     | 22    | 0     |
| Atlético Huila · Colombia         | 1°            | 2021          | 9     | 1     | -                | -                | -                     | -                     | 9     | 1     |
| Atlético Huila · Colombia         | Total club    | Total club    | 53    | 1     | 1                | 0                | 0                     | 0                     | 54    | 1     |
| Total carrera                     | Total carrera | Total carrera | 416   | 9     | 50               | 0                | 55                    | 1                     | 521   | 10    |

### Selección
| Selección                                                            | Temporada     | Amistosos | Amistosos | Amistosos | Sudamérica1 | Sudamérica1 | Sudamérica1 | Mundial | Mundial | Mundial | Total | Total | Total  | Media goleadora |
| Selección                                                            | Temporada     | Part.     | Goles     | Asist.    | Part.       | Goles       | Asist.      | Part.   | Goles   | Asist.  | Part. | Goles | Asist. | Media goleadora |
| -------------------------------------------------------------------- | ------------- | --------- | --------- | --------- | ----------- | ----------- | ----------- | ------- | ------- | ------- | ----- | ----- | ------ | --------------- |
| Absoluta · Colombia                                                  | 2014          | —         | —         | —         | 1           | 0           | 0           | —       | —       | —       | 1     | 0     | 0      | 0.0             |
| Absoluta · Colombia                                                  | Total         | 0         | 0         | 0         | 1           | 0           | 0           | 0       | 0       | 0       | 1     | 0     | 0      | 0.0             |
| Total carrera                                                        | Total carrera | 0         | 0         | 0         | 1           | 0           | 0           | 0       | 0       | 0       | 1     | 0     | 0      | 0.0             |
| (1) Incluye los partidos de la eliminatoria mundialista Brasil 2014. |               |           |           |           |             |             |             |         |         |         |       |       |        |                 |

## Estadistícas como entrenador
| Equipo                                    | Torneo            | Partidos | Partidos | Partidos | Partidos |
| Equipo                                    | Torneo            | PJ       | PG       | PE       | PP       |
| ----------------------------------------- | ----------------- | -------- | -------- | -------- | -------- |
| Atlético Nacional · (interino) · Colombia |                   |          |          |          |          |
| Copa Libertadores 2023                    | 2                 | 1        | 0        | 1        |          |
| Total club                                | 2                 | 1        | 0        | 1        |          |
| Consolidado Total                         | Consolidado Total | 2        | 1        | 0        | 1        |

## Palmarés

### Campeonatos nacionales
| Título                | Club                   | País     | Año  |
| --------------------- | ---------------------- | -------- | ---- |
| Torneo Finalización   | Once Caldas            | Colombia | 2010 |
| Torneo Apertura       | Atlético Nacional      | Colombia | 2013 |
| Copa Colombia         | Atlético Nacional      | Colombia | 2013 |
| Torneo Finalización   | Atlético Nacional      | Colombia | 2013 |
| Torneo Apertura       | Atlético Nacional      | Colombia | 2014 |
| Torneo Finalización   | Atlético Nacional      | Colombia | 2015 |
| Superliga de Colombia | Atlético Nacional      | Colombia | 2016 |
| Copa Colombia         | Atlético Nacional      | Colombia | 2016 |
| Torneo Apertura       | Atlético Nacional      | Colombia | 2017 |
| Copa Colombia         | Independiente Medellín | Colombia | 2019 |
| Primera B             | Atlético Huila         | Colombia | 2020 |

### Torneos internacionales
| Título              | Club              | País     | Año  |
| ------------------- | ----------------- | -------- | ---- |
| Copa Libertadores   | Atlético Nacional | Colombia | 2016 |
| Recopa Sudamericana | Atlético Nacional | Colombia | 2017 |

### Como entrenador
| Título               | Club              | País     | Año  |
| -------------------- | ----------------- | -------- | ---- |
| Copa Mitad Del Mundo | Atlético Nacional | Colombia | 2024 |
|                      |                   |          |      |
|                      |                   |          |      |